# 1990 год в истории метрополитена
В этой статье перечисляются основные  события из истории метрополитенов в 1990 году. Полужирным шрифтом выделены открытия новых транспортных систем.

## События
- 17 января — открыты 140-я и 141-я станции Московского метрополитена «Ясенево» и «Битцевский парк» (ныне «Новоясеневская»).[1]
- 24 июня — открыто электродепо «Черкизово» Московского метрополитена.
- 4 июля — открыта станция «Скалка» Линии A Пражского метрополитена.[2]
- 1 августа — открыты станции Московского метрополитена «Черкизовская» и «Улица Подбельского» (ныне «Бульвар Рокоссовского»).
- 19 октября — переименована станция «Красная площадь» Куренёвско-Красноармейской линии Киевского метрополитена — в «Контрактовую площадь».
- 5 ноября — масштабное переименование линий и станций Московского метрополитена. Из-за административных проволочек Моссовета часть из этих переименований де-юре растянулась до марта 1991 года, что было отражено на памятных табличках, установленных в 2010 году:
  - Переименованы станции: «Кировская» — в «Чистые пруды», «Дзержинская» — в «Лубянку», «Площадь Ногина» — в «Китай-город», «Проспект Маркса» — в «Охотный ряд», «Площадь Свердлова» — в «Театральную», «Горьковская» — в «Тверскую», «Калининская» — в «Александровский сад», «Колхозная» — в «Сухаревскую», «Щербаковская» — в «Алексеевскую», «Ленино» — в «Царицыно».
  - Переименованы линии: Кировско-Фрунзенская — в Сокольническую, Горьковско-Замоскворецкая — в Замоскворецкую, Ждановско-Краснопресненская — в Таганско-Краснопресненскую.
- 22 ноября — открыт второй участок линии B Пражского Метрополитена с четырьмя станциями: Кршижикова, Инвалидовна, Палмовка, Ческоморавска.
- 30 декабря — открыт второй выход на станции «Гидропарк» Киевского метрополитена.
- 31 декабря — открыта Автозаводская линия Минского метрополитена, состоящая из 5 станций: «Фрунзенская», «Немига», «Купаловская», «Пролетарская», «Тракторный завод». В результате в Минске стало 14 станций.